# Massimo Caprara
Massimo Caprara (Portici, 7 aprile 1922 – Milano, 16 giugno 2009) è stato un politico e giornalista italiano.

## Biografia
Fu, dal 1944, segretario personale di Palmiro Togliatti per vent'anni. Dal 1953 fu deputato, eletto a Napoli per quattro legislature, presidente del gruppo comunista, membro del comitato centrale del partito e segretario regionale della Campania. Ebbe anche cariche locali: negli anni cinquanta fu Sindaco di Portici; nel 1993 fu candidato a sindaco di Napoli per una coalizione formata da DC, PSI e PSDI e PLI, ottenendo il 14%, fu quindi consigliere comunale fino al 1997.
Come giornalista fu redattore-capo di Rinascita sotto la direzione di Togliatti. Collaborò inoltre a Il Mondo, a l'Espresso, a Il Tempo Illustrato, a Il Giornale. Fu uno dei fondatori del gruppo de il manifesto e fu radiato dal PCI nel 1969 con gli altri aderenti al gruppo per la posizione critica assunta riguardo all'invasione sovietica della Cecoslovacchia, con un articolo intitolato Praga è sola. Abbandonato anche il giornale, nonché il movimento de il manifesto, cominciò in quegli anni un percorso che lo portò ad abbandonare il bolscevismo e derivazioni ed avvicinarsi, prima al socialismo democratico e poi, ad abbracciare il cattolicesimo, trascorrendo il resto della propria vita a combattere quell'ideologia che da giovane aveva sostenuto, accusandola di “mancanza di umanità”.
Sulla sua conversione scrive: “La Verità è una cosa povera, umile, il Vangelo è stato scritto con pochissime parole, ma dal grande significato, è la storia dell'uomo e dell'umanità intera: “perché mi hai abbandonato?”. È Dio che vive la povertà dell'uomo: la mia povertà è la verità, la mia verità è povera, non posso raccontare null'altro che questo. E tutto quello che ti accade nella vita, il lavoro, gli amori, diventa secondario rispetto all'avvenimento che ti è capitato, necessario ma secondario. Adesso mi sento di essere veramente rivoluzionario, adesso che non sono più comunista sono veramente rivoluzionario”.
Nel dossier Rai "Monarchia o Repubblica? 2 giugno 1946. In nome del popolo italiano", durante l'intervista ha sostenuto che l'allora guardasigilli Togliatti avesse pilotato il referendum: non ci furono brogli ma cautela certamente sì.
Collaborò con il mensile cattolico Il Timone e con la testata di centrodestra Il Giornale. Morì a 87 anni.

## Opere
- I Gava, Milano, Feltrinelli, 1975.
- L'anonima DC. trent'anni di scandali da Fiumicino al Quirinale, con Orazio Barrese, Milano, Feltrinelli, 1977.
- L'attentato a Togliatti. 14 luglio 1948. Il PCI tra insurrezione e programma democratico, Venezia, Marsilio, 1978.
- La fiducia. Incontrarsi per la libertà, Roma, Nuova edizioni del Gallo, 1989.
- Ritratti in rosso, Soveria Mannelli, Rubbettino, 1989.
- L'Italia s'è Destra. Conversazione con Gerardo Verolino, Napoli, Parresia, 1994.
- L'inchiostro verde di Togliatti, Milano, Simonelli, 1996. ISBN 88-86792-00-X.
- Quando le Botteghe erano oscure. 1944-1969, uomini e storie del comunismo italiano, Milano, Il Saggiatore, 1997. ISBN 88-428-0594-7; Milano, EST, 2000. ISBN 88-428-0860-1.
- Capitalisti & capitalismo. Uomini e imprese dalla caduta del fascismo a oggi, con Ugo Bertone, Milano, Portoria, 1998. ISBN 88-8018-156-4.
- Togliatti, il Komintern e il gatto selvatico, Milano, Bietti, 1999. ISBN 88-8248-101-8.
- Paesaggi con figure. Togliatti, Malaparte, De Luca, Amendola, Nenni, Che Guevara, Lauro, Gramsci, Stalin, Slansky, Moro e Berlinguer, Jotti, Milano, Ares, 2000. ISBN 88-8155-193-4.
- Gramsci & i suoi carcerieri, Milano, Ares, 2001. ISBN 88-8155-216-7.
- Il Novecento e l'ideologia, Castel Bolognese, Itaca, 2002. ISBN 88-526-0030-2.
- La pista inglese vista da Botteghe oscure, in Luciano Garibaldi, La pista inglese. Chi uccise Mussolini e la Petacci?, Milano, Ares, 2002. ISBN 88-8155-238-8.
- Togliatti ritratto da vicino. Intervento al Circolo di via Senato, Milano, 10 marzo 2003, Castel Bolognese, ITACAlibri, 2003. ISBN 88-526-0055-8.
- Riscoprirsi uomo. Storia di una coscienza, con Roberto Fontolan, Genova-Milano, Marietti 1820, 2004. ISBN 88-211-6390-3.
- Conoscere con passione. Conversazioni con scrittori e scienziati, con Marco Bersanelli, Davide Rondoni e Pierluigi Strippoli, Genova-Milano, Marietti, 2005. ISBN 88-211-8521-4.